# Hans-Peter Hummel
Hans-Peter Hummel (* 20. Jahrhundert) ist ein deutscher Wirtschaftspsychologe und Autor.

## Leben
Hummel studierte Psychologie mit Abschluss Diplom. Er promovierte 1995 an der Universität Hamburg mit der psychologischen Dissertation Arbeitszufriedenheit: Eine individuelle und gesellschaftliche Herausforderung und 2008 bei Georg Müller-Christ an der Universität Bremen mit der wirtschaftswissenschaftlichen Dissertation Vom Erfolgsfaktoren- zum ressourcensichernden Nachhaltigkeitsmanagement.
Er arbeitet seit langemin der freien Wirtschaft und ist Leiter der Personalorganisation bei der Ergo Versicherungsgruppe. Außerdem ist er Lehrbeauftragter im Bachelor- und Masterstudiengang am Lehrstuhl für Betriebswirtschaftslehre an der Heinrich-Heine-Universität Düsseldorf.
Er veröffentlichte mehrere Bücher und Artikel u. a. in der Zeitschrift für Personalforschung.

## Schriften (Auswahl)
- Arbeitszufriedenheit. Eine individuelle und gesellschaftliche Herausforderung. Ein umfassendes Modell der Arbeitszufriedenheit. Band 1, Mainz, Aachen 1995, ISBN 3-89653-009-7.
- Mobbing bewältigen und seine Ziele erreichen durch Einstellungsänderungen. Mainz, Aachen 1996, ISBN 3-89653-023-2.
- Kamron in Mauernland. Ein modernes Märchen für Erwachsene. Mainz, Aachen 1996, ISBN 3-89653-087-9.
- Die Hölle ist ein Witz dagegen. Ein erfundener Erlebnisbericht. Mainz, Aachen 1997, ISBN 3-89653-156-5.
- Freiheit, dynamische Balance und „humane“ Ökonomie. Interdisziplinäre Überlegungen zu einigen ausgesuchten Beispielen. Mainz, Aachen 1999, ISBN 3-89653-470-X.
- Vom Erfolgsfaktoren- zum ressourcensichernden Nachhaltigkeitsmanagement. Ein Bezugsrahmen zur Sicherung eines dauerhaften Unternehmenserfolgs (= Nachhaltigkeit und Management. Band 5). Lit. Berlin u. a. 2008, ISBN 978-3-8258-1796-1.
- (Hrsg. mit Christian Scholz): Markt oder Nicht-Markt? Das ist hier die Frage. Ein Bericht des Schmalenbach-Arbeitskreises „Wertorientierte Messung der Performance von Führungsbereichen“ (= Strategie- und Informationsmanagement. Band 24). Hampp, München u. a. 2009, ISBN 978-3-86618-403-9.